# Джианна Діор
Е́мілі Ке́трін Корре́ро (англ. Emily Katherine Correro; нар. 12 травня 1997, Каліфорнія, США), відома як Джиа́нна Ді́ор (англ. Gianna Dior) — американська порноакторка та еротична фотомодель.

## Життєпис
Має походження від італійців та корінних народів США. Народилася у штаті Каліфорнія у родині військових. Середня дитина в сім'ї — має двох братів і дві сестри. Пізніше переїхала до Андалусії, штат Алабама, де навчалася у старшій школі та коледжі. Спеціалізувалася в галузі психології в Обернському університеті. Працювала у суші-ресторані, а також реєстраторкою при кабінеті офтальмолога.
Через Tinder її знайшов порноагент із Маямі. Потрапила в порноіндустрію у травні 2018 у віці 21 року. За перший місяць  знялася у 12 сценах, після чого змінила агентство. Її другим агентом став Марк Шпіглер із Лос-Анджелеса. Знімається у сценах традиційного, лесбійського та міжрасового сексу. У квітні 2020 року вперше знялася у сцені анального сексу для студії Evil Angel.
Знімається для порностудій Bang Bros, Brazzers, Cherry Pimps, Girlsway, Mofos, New Sensations, Reality Kings та інших.
За даними сайту IAFD на червень 2021, знялася у понад 350 порносценах та порнофільмах.

## Досягнення
- Penthouse — Pet of the Month (вересень 2018)[13][14].
  - Pet of the Year (2019)[15].
- Mofos — MFX-Factor (вересень 2018)[16].
- AVN Awards — Trophy Girl (2019)[17].
- Cherry Pimps — Cherry of the Month (березень 2019)[18].
- Bang! — Babe of the Month (червень 2019, грудень 2020)[12].
- Girlsway — Girl of the Month (жовтень 2019)[19].
- Vixen — Angel of the Month (січень 2020)[12].
- Twistys — Treat of the Month (березень 2020)[20].

## Нагороди та номінації
| Рік  | Нагорода                   | Результат | Категорія | Фільм                                                              |
| ---- | -------------------------- | --------- | --- | ------------------------------------------------------------------ |
| 2019 | AVN Award                  | Номінація | Найкраща сцена тріолізму (Д/Д/Х) (разом з Аідрою Фокс та Тоні Рубіно)                                                 | Mediating Threesome                                                |
| 2019 | Fleshbot Award             | Номінація | Найкраща нова старлетка                                                                                               | Н/Д                                                                |
| 2019 | Fleshbot Award             | Номінація | Найкраща персона в соціальних медіа                                                                                   | Н/Д                                                                |
| 2019 | Spank Bank Award           | Номінація | Best Smile | Н/Д                                                                |
| 2019 | Spank Bank Award           | Номінація | Facial Cum Target of the Year                                                                                         | Н/Д                                                                |
| 2019 | Spank Bank Award           | Номінація | Most Beautiful Seductress                                                                                             | Н/Д                                                                |
| 2019 | Spank Bank Award           | Номінація | Prettiest Girl In Porn                                                                                                | Н/Д                                                                |
| 2019 | Spank Bank Award           | Номінація | Pussy Phenomenon of the Year                                                                                          | Н/Д                                                                |
| 2019 | Spank Bank Award           | Номінація | Sensational Scissorist                                                                                                | Н/Д                                                                |
| 2019 | Spank Bank Technical Award | Перемога  | The Natural | Н/Д                                                                |
| 2019 | XCritic Award              | Номінація | Найкраща лесбійська сцена (разом з Джиною Валентіною та Лейсі Леннон)                                                 | Lesbian Rock Stars                                                 |
| 2019 | XRCO Award                 | Номінація | Підліткова мрія року                                                                                                  | Н/Д                                                                |
| 2020 | AVN Award                  | Номінація | Найкраща блоубенг-сцена                                                                                               | Gianna's First Blowbang                                            |
| 2020 | AVN Award                  | Номінація | Найкраща лесбійська групова сцена (разом з Джиною Валентіною та Лейсі Леннон)                                         | R&B Diva                                                           |
| 2020 | AVN Award                  | Номінація | Найкраща лесбійська сцена (разом з Емілі Вілліс)                                                                      | Nerd's Breaking Point (з Lesbian Revenge)                          |
| 2020 | AVN Award                  | Перемога  | Найкраща нова старлетка                                                                                               | Н/Д                                                                |
| 2020 | AVN Award                  | Номінація | Найкраща оральна сцена                                                                                                | Gianna Dior Tricks                                                 |
| 2020 | AVN Award                  | Номінація | Найкраща сцена групового сексу (разом з Айзеєю Максвеллом, Анджелою Вайт, Майклом Вегасом, Вітні Райт та Ебігейл Мек) | Perspective                                                        |
| 2020 | AVN Award                  | Номінація | Найкраща сцена сексу від першої особи (разом з Олівером Флінном)                                                      | Gorgeous Gianna (з Mofos Lab 3)                                    |
| 2020 | AVN Award                  | Перемога  | Найкраща сцена сексу хлопець/дівчина (разом із Міком Блу)                                                             | Unlocked (з Relentless)                                            |
| 2020 | AVN Award                  | Номінація | Найкраща сцена тріолізму (Д/Д/Х) (разом з Аліною Лопес та Мануелем Феррарою)                                          | Slut Puppies 14                                                    |
| 2020 | AVN Award                  | Номінація | Найкраща сцена тріолізму (Х/Х/Д) (разом із Джулсом Джорданом та Маркусом Дюпрі)                                       | Ultimate Fuck Toy: Gianna Dior                                     |
| 2020 | NightMoves Award           | Номінація | Найкраща акторка | Н/Д                                                                |
| 2020 | XBIZ Award                 | Номінація | Найкраща нова старлетка                                                                                               | Н/Д                                                                |
| 2020 | XBIZ Award                 | Номінація | Найкраща сцена сексу — еротика (разом із Сетом Гемблом)                                                               | Adelaide                                                           |
| 2020 | XCritic Award              | Номінація | Сцена року (разом із Маркусом Дюпрі)                                                                                  | Gianna Dior's First Anal                                           |
| 2020 | XRCO Award                 | Перемога  | Нова старлетка року                                                                                                   | Н/Д                                                                |
| 2020 | XRCO Award                 | Номінація | Оргазмічна оралістка року                                                                                             | Н/Д                                                                |
| 2020 | XRCO Award                 | Номінація | Підліткова мрія року                                                                                                  | Н/Д                                                                |
| 2021 | AVN Award                  | Номінація | Виконавиця року | Н/Д                                                                |
| 2021 | AVN Award                  | Номінація | Найкраща анальна сцена (разом із Маркусом Дюпрі)                                                                      | Gianna Dior's First Anal                                           |
| 2021 | AVN Award                  | Номінація | Найкраща лесбійська групова сцена (разом з Джейд Бейкер, Джейн Вайлд та Джиною Валентіною)                            | Girls Just Wanna Have Fun (з Girlcore: The Complete Second Season) |
| 2021 | AVN Award                  | Перемога  | Найкраща оральна сцена                                                                                                | Gianna Dior: Blowjob With Eye Contact                              |
| 2021 | AVN Award                  | Номінація | Найкраща сцена сексу від першої особи (разом із Мануелем Феррарою)                                                    | Manuel's Fucking POV 13                                            |
| 2021 | AVN Award                  | Перемога  | Найкраща сцена тріолізму (Д/Д/Х) (разом з Робом Пайпером та Скарліт Скандал)                                          | Muse                                                               |
| 2021 | AVN Award                  | Номінація | Найкраща сцена тріолізму (Х/Х/Д) (разом із Міком Блу та Рамоном Номаром)                                              | Rammed: Gianna Dior (з Join Me for a Threesome 4)                  |
| 2021 | Fleshbot Award             | Номінація | Найкраща анальна сцена (разом із Міком Блу)                                                                           | Psychosexual Part 2                                                |
| 2021 | NightMoves Award           | Номінація | Найкраща акторка | Н/Д                                                                |
| 2021 | XBIZ Award                 | Номінація | Виконавниця року | Н/Д                                                                |
| 2021 | XBIZ Award                 | Номінація | Найкраща сцена сексу — повнометражний фільм (разом з Робом Пайпером та Скарліт Скандал)                               | Muse                                                               |
| 2021 | XBIZ Award                 | Номінація | Найкраща сцена сексу — повнометражний фільм (разом із Рікі Джонсоном)                                                 | The Audition                                                       |
| 2021 | XCritic Award              | Номінація | Найкраща акторка | Psychosexual                                                       |
| 2021 | XCritic Award              | Номінація | Найкраща виконавиця                                                                                                   | Н/Д                                                                |
| 2021 | XCritic Award              | Номінація | Сцена року (разом із Міком Блу)                                                                                       | Psychosexual                                                       |
| 2021 | XRCO Award                 | Номінація | Виконавиця року | Н/Д                                                                |
| 2022 | AVN Award                  | Номінація | Виконавиця року | Н/Д                                                                |
| 2022 | AVN Award                  | Номінація | Найкраща анальна сцена (разом із Міком Блу)                                                                           | Psychosexual Part 2                                                |
| 2022 | AVN Award                  | Номінація | Найкраща провідна акторка                                                                                             | Psychosexual                                                       |
| 2022 | AVN Award                  | Номінація | Найкраща командна сцена (разом із Джексом Слейхером та Робом Пайпером)                                                | Psychosexual Part 4                                                |
| 2022 | AVN Award                  | Номінація | Найкраща лесбійська сцена (разом з Лейсі Леннон)                                                                      | Digital Flesh: Episode 2                                           |
| 2022 | AVN Award                  | Номінація | Найкраща оральна сцена (разом із Логаном Лонгом)                                                                      | Wet Date With Gianna (з Swallowed.com 44)                          |
| 2022 | AVN Award                  | Номінація | Найкраща сцена сексу хлопець/дівчина (разом із Троєм Франсіско)                                                       | Psychosexual Part 1                                                |
| 2022 | XBIZ Award                 | Номінація | Виконавиця року | Н/Д                                                                |
| 2022 | XBIZ Award                 | Номінація | Найкраща сцена сексу — віньєтка (разом із Тайлером Ніксоном)                                                          | Heavenly Radio                                                     |
| 2022 | XBIZ Award                 | Номінація | Найкраща сцена сексу — фільм-шоу з виконавцем (разом із Джексом Слейхером та Робом Пайпером)                          | Psychosexual                                                       |
| 2022 | XBIZ Award                 | Номінація | Найкраще акторське виконання — головна роль                                                                           | Psychosexual                                                       |

## Вибрана фільмографія
| - 2018 — Ex-Girlfriend - 2018 — Horny Young Vixens 2 - 2018 — Manuel's Fucking POV 10 - 2018 — Perfect 10 - 2018 — Sensual Massage - 2018 — Slut Puppies 13 - 2018 — Stags and Vixens 2 - 2018 — Step Brother… Cum Inside Me 2 - 2019 — Adelaide - 2019 — Blackish 2 - 2019 — Coming of Age 5 - 2019 — Cum Inside Me 4 - 2019 — Facialized 7 - 2019 — First Time Auditions 40 - 2019 — Gaggers 6 - 2019 — Hardcore Threesomes 3 - 2019 — Lesbian Office Seductions 11 - 2019 — Manuel Ferrara's Ripe 7 - 2019 — Mommy's Daughter - 2019 — Nerdy Girls Love Black Cock 4 - 2019 — Penthouse Pets’ Dirty Desires - 2019 — Perfectly Natural 18 | - 2019 — Pretty and Raw: Forbidden Pleasures - 2019 — Rules Are Meant To Be Broken - 2019 — Scam Angels 9 - 2019 — Slutty Neighborhood Teens 2 - 2019 — Super Cute 9 - 2019 — Threesome Fantasies 5 - 2019 — Ultimate Fuck Toy: Gianna Dior - 2019 — What We Do For Money - 2019 — Young Fantasies 4 - 2020 — Cuckold's Plight 2 - 2020 — Dirty Talk 8 - 2020 — Ex-Girlfriend Debacle - 2020 — Hot & Bothered - 2020 — Interracial Angels 4 - 2020 — Interracial Superstars 3 - 2020 — Join Me For a Threesome 4 - 2020 — Squirt Madness - 2020 — Three - 2021 — Anal Models 8 - 2021 — Bush Friends Forever 2 - 2021 — Heavenly Radio - 2021 — Perfectly Natural 22 |